# Свиридов Валентин Вікторович
Валентин Вікторович Свиридов (30 березня 1937, місто Сталінград, тепер Волгоград, Російська Федерація — 14 серпня 1994, місто Харків) — український діяч, учений в області автоматизованих систем управління і приладів автоматики, ректор Харківського інституту радіоелектроніки, доктор технічних наук (1973), професор, академік Інженерної академії наук України і Академії наук прикладної радіоелектроніки, заслужений працівник вищої школи України, член Ревізійної Комісії КП України в 1981—1986 роках.

## Біографія

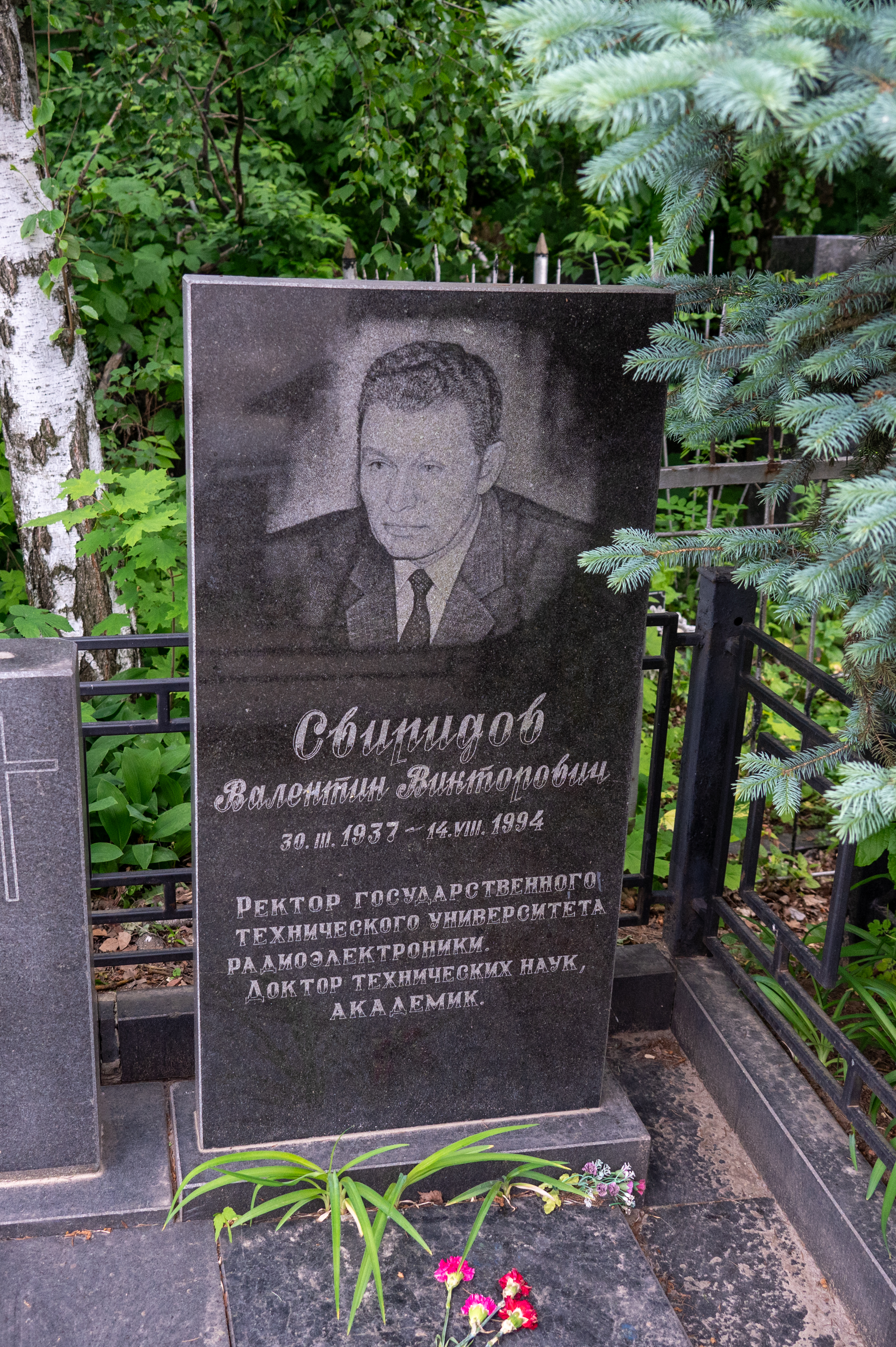
Могила Валентина Свиридова

У 1954 році закінчив 10 класів середньої школи № 35 міста Воронежа і вступив до Харківського інституту гірничого машинобудування.
У 1959 закінчив із відзнакою електромеханічний факультет Харківського гірничого інституту за спеціальністю гірнича електромеханіка, а в 1964 році — аспірантуру. Він був членом КПРС.
У 1964 під керівництвом Є. Я. Іванченка захистив кандидатську дисертацію на тему «Автоматизація скребкових конвеєрних ліній», у 1973 — докторську дисертацію на тему «Елементи статистичного аналізу і синтезу систем оперативного контролю і управління в АСУП».
Валентин Свиридов працював на кафедрі автоматики, з 1973 року — завідувач кафедри автоматизованих систем управління, декан факультету систем управління Харківського інституту радіоелектроніки.
У 1978—1984 роках — секретар партійного комітету Харківського інституту радіоелектроніки.
У січні 1984—серпні 1994 року — ректор Харківського інституту радіоелектроніки.

## Наукова робота
Під його керівництвом сформувався новий науковий напрям «Автоматизований контроль і управління складними системами». Підготував 40 кандидатів і 6 докторів наук.

## Творчий доробок
Автор більше 200 наукових робіт, у тому числі монографій і навчальних посібників. Був головою Ради ректорів вищих навчальних закладів Харкова, віце-президентом Ради ректорів України.

## Нагороди
- ордени
- медалі